# Shanta Chaudhary
Shanta Chaudhary est une femme politique népalaise. Après avoir vécu une enfance de servitude comme Kamlahari, elle est élue députée à l'Assemblée constituante.

## Biographie
À l'âge de huit ans, elle est forcée de devenir Kamlahari. Même si l'esclavage est officiellement aboli au Népal, perdure ce système qui réduit en servitude des fillettes de l'ethnie Tharu au profit des populations aisées vivant dans l'ouest du pays, qui les paient peu ou pas du tout, et les matraitent. Shanta Chaudhary est louée par ses parents, qui ont neuf autres enfants. Elle est envoyée travailler pour une famille vivant dans le district de Dang. Forcée de travailler 19 heures par jour, elle vit dans une étable et est parfois battue par la femme du propriétaire. Elle reste dans cette situation de servitude jusqu'à l'âge de 18 ans, puis s'engage en politique. Elle représente le Dang lors d'un forum pour le mouvement des droits fonciers.
Elle se marie pour se protéger de tentatives d'agression des hommes. Elle est mère d'un garçon et d'une fille.
Devenue députée constituante en 2008, elle dirige pendant quatre ans le comité parlementaire sur les ressources naturelles. Elle est membre du Parti communiste du Népal (marxiste-léniniste unifié). Son analphabétisme posant problème, elle reprend ses études,. En 2013, elle publie son autobiographie, Kamlari Dekhi Sabhasad Samma (« Une Kamlari à l'Assemblée constituante »). Fierté pour sa communauté d'origine, elle y devient un modèle, notamment pour les jeunes filles.
En 2016, un cancer de l'utérus lui est diagnostiqué. Elle suit un traitement,.